# Ballando con le stelle (undicesima edizione)
(Giancarlo Giannini, ballerino per una notte, nel monologo di apertura della nona puntata)
L'undicesima edizione di Ballando con le stelle è andata in onda ogni sabato dal 20 febbraio al 23 aprile 2016 in prima serata su Rai 1 e in contemporanea in alta definizione su Rai HD. Confermati nella conduzione Milly Carlucci con la partecipazione di Paolo Belli.
Sono stati confermati i giurati dell'edizione precedente ad eccezione di Rafael Amargo, che è stato sostituito da Selvaggia Lucarelli.
L'edizione è stata vinta dalla coppia formata dall'attore Iago García e dalla ballerina Samanta Togni.

## Cast

### Concorrenti
| VIP             | Attività                                        | Insegnante          | Stato                |
| --------------- | ----------------------------------------------- | ------------------- | -------------------- |
| Iago García     | Attore                                          | Samanta Togni       | Vincitori            |
| Michele Morrone | Attore                                          | Ekaterina Vaganova  | Secondi classificati |
| Rita Pavone     | Cantante                                        | Simone Di Pasquale  | Terzi classificati   |
| Luca Sguazzini  | Modello e viaggiatore                           | Veera Kinnunen      | Terzi classificati   |
| Daniel Nilsson  | Modello                                         | Valeriia Belozerova | Quinti classificati  |
| Nicole Orlando  | Atleta paralimpica                              | Stefano Oradei      | Quinti classificati  |
| Platinette      | Conduttore radiofonico e personaggio televisivo | Raimondo Todaro     | Eliminati            |
| Asia Argento    | Attrice e regista                               | Maykel Fonts        | Eliminati            |
| Margareth Madè  | Attrice e modella                               | Samuel Peron        | Eliminati            |
| Salvo Sottile   | Conduttore televisivo                           | Alessandra Tripoli  | Eliminati            |
| Enrico Papi     | Conduttore televisivo                           | Ornella Boccafoschi | Eliminati            |
| Pierre Cosso    | Attore                                          | Maria Ermachkova    | Eliminati            |
| Lando Buzzanca  | Attore                                          | Sara Mardegan       | Eliminati            |

### Giuria
- Ivan Zazzaroni
- Fabio Canino
- Carolyn Smith (presidente di giuria)
- Selvaggia Lucarelli
- Guillermo Mariotto

### Opinionisti
- Sandro Mayer (1ª puntata, dalla 4ª alla 10ª puntata)
- Emma D'Aquino e Alberto Matano (2ª e 3ª puntata)
- Massimo Giletti (5ª puntata)
- Bruno Vespa (7ª puntata)
- Valerio Scanu (9ª puntata)

## Tabellone
Legenda
     Salvi
     Ricevono/conquistano il tesoretto/bonus
     Salvati dal televoto
     Non gareggiano in puntata
     Gareggiano per un bonus per la puntata successiva
     Eliminati provvisoriamente
     Ripescati
     Ripescati, ma non rientrano in gara
     Non ripescati
     Eliminati definitivamente
| Coppia                                | Puntate     | Puntate         | Puntate         | Puntate         | Puntate         | Puntate         | Puntate         | Puntate         | Puntate         | Puntate         |
| Coppia                                | 1ª          | 2ª              | 3ª              | 4ª              | 5ª              | 6ª              | 7ª              | 8ª              | 9ª              | 10ª             |
| Iago García e Samanta Togni           | Salvi (58%) | Salvi           | Salvi           | Salvi           | Salvi           | Salvi           | Salvi           | Bonus           | Salvi           | Vincitori (60%) |
| Michele Morrone ed Ekaterina Vaganova | Salvi       | Salvi           | Salvi           | Salvi           | Salvi           | Salvi           | Eliminati (38%) | Ripescati (68%) | Salvi           | Secondi (40%)   |
| Rita Pavone e Simone Di Pasquale      | Salvi       | Salvi           | Salvi           | Salvi           | Salvi           | Salvi           | Salvi           | No Bonus        | Salvi           | Terzi (42%)     |
| Luca Sguazzini e Veera Kinnunen       | Salvi       | Salvi           | Salvi           | Salvi           | Salvi           | Ultimi 2 (78%)  | Salvi           | Bonus           | Salvi           | Terzi (31%)     |
| Daniel Nilsson e Valeriia Belozerova  | Salvi       | Salvi           | Salvi           | Ultimi 2 (66%)  | Salvi           | Salvi           | Ultimi 3 (49%)  | No Bonus        | Ultimi 2 (86%)  | Quinti          |
| Nicole Orlando e Stefano Oradei       | Salvi (42%) | Salvi           | Salvi           | Salvi           | Salvi           | Salvi           | Salvi           | No Bonus        | Salvi           | Quinti          |
| Platinette e Raimondo Todaro          | Salvi       | Salvi           | Salvi           | Salvi           | Salvi           | Salvi           | Salvi           | No Bonus        | Eliminati (14%) |                 |
| Asia Argento e Maykel Fonts           | Salvi       | Salvi           | Salvi           | Salvi           | Salvi           | Salvi           | Eliminati (13%) | Eliminati       |                 |                 |
| Margareth Madè e Samuel Peron         | Salvi       | Salvi           | Ultimi 2 (69%)  | Salvi           | Ultimi 2 (65%)  | Eliminati (22%) | Ripescati (18%) | Eliminati       |                 |                 |
| Salvo Sottile e Alessandra Tripoli    | Salvi       | Salvi           | Salvi           | Salvi           | Eliminati (35%) |                 | Non ripescati   | Eliminati       |                 |                 |
| Enrico Papi e Ornella Boccafoschi     | Salvi       | Ultimi 3 (34%)  | Salvi           | Eliminati (34%) |                 |                 | Non ripescati   | Eliminati (32%) |                 |                 |
| Pierre Cosso e Maria Ermachkova       | Salvi       | Ultimi 3 (35%)  | Eliminati (31%) |                 |                 |                 | Non ripescati   | Eliminati       |                 |                 |
| Lando Buzzanca e Sara Mardegan        | Salvi       | Eliminati (31%) |                 |                 |                 |                 | Non ripescati   | Eliminati       |                 |                 |

## Dettaglio delle puntate

### Prima puntata
- Data: 20 febbraio 2016
- Ospite: Valerio Scanu come "ballerino per una notte" (canta e balla Rise like a Phoenix nei panni di Conchita Wurst e canta Finalmente piove nei panni di se stesso)

Prima manche:
| Ordine di uscita | Concorrenti                          | Voto Giuria | Voto Giuria | Voto Giuria | Voto Giuria | Voto Giuria | Punti bonus | Totale punteggio tecnico |
| Ordine di uscita | Concorrenti                          | Zazzaroni   | Canino      | Smith       | Lucarelli   | Mariotto    | Punti bonus | Totale punteggio tecnico |
| ---------------- | ------------------------------------ | ----------- | ----------- | ----------- | ----------- | ----------- | ----------- | ------------------------ |
| 7                | Rita Pavone e Simone Di Pasquale     | 7           | 7           | 6           | 6           | 8           |             | 34                       |
| 1                | Enrico Papi e Ornella Boccafoschi    | 4           | 5           | 4           | 4           | 3           | 10          | 30                       |
| 5                | Pierre Cosso e Maria Ermachkova      | 7           | 5           | 5           | 7           | 4           |             | 28                       |
| 6                | Michele Morrone e Ekaterina Vaganova | 7           | 5           | 5           | 5           | 6           |             | 28                       |
| 9                | Nicole Orlando e Stefano Oradei      | 6           | 6           | 5           | 5           | 6           |             | 28                       |
| 12               | Iago García e Samanta Togni          | 5           | 5           | 4           | 6           | 7           |             | 27                       |
| 8                | Asia Argento e Maykel Fonts          | 6           | 5           | 5           | 4           | 6           |             | 26                       |
| 11               | Platinette e Raimondo Todaro         | 5           | 5           | 3           | 6           | 7           |             | 26                       |
| 10               | Margareth Madè e Samuel Peron        | 5           | 4           | 4           | 2           | 3           |             | 18                       |
| 13               | Luca Sguazzini e Veera Kinnunen      | 4           | 3           | 3           | 3           | 4           |             | 17                       |
| 2                | Daniel Nilsson e Valeriia Belozerova | 4           | 4           | 3           | 2           | 3           |             | 16                       |
| 3                | Salvo Sottile e Alessandra Tripoli   | 3           | 3           | 2           | 1           | 5           |             | 14                       |
| 4                | Lando Buzzanca e Sara Mardegan       | 4           | 3           | 2           | 2           | 0           |             | 11                       |

Seconda manche: vi partecipano i primi due concorrenti classificati dalla media tra il punteggio ottenuto nella prima manche e il televoto.
| Ordine di uscita | Concorrenti                     | Televoto | Esito                                              |
| ---------------- | ------------------------------- | -------- | -------------------------------------------------- |
| 2                | Iago García e Samanta Togni     | 58%      | Ottengono 30 punti bonus per la puntata successiva |
| 1                | Nicole Orlando e Stefano Oradei | 42%      | Ottengono 10 punti bonus per la puntata successiva |

### Seconda puntata
- Data: 27 febbraio 2016
- Ospite: Alessandro Del Piero come "ballerino per una notte" (esegue un tango)

Prima manche:
| Ordine di uscita | Concorrenti                          | Voto Giuria | Voto Giuria | Voto Giuria | Voto Giuria | Voto Giuria | Punti bonus | Totale punteggio tecnico |
| Ordine di uscita | Concorrenti                          | Zazzaroni   | Canino      | Smith       | Lucarelli   | Mariotto    | Punti bonus | Totale punteggio tecnico |
| ---------------- | ------------------------------------ | ----------- | ----------- | ----------- | ----------- | ----------- | ----------- | ------------------------ |
| 4                | Iago García e Samanta Togni          | 5           | 5           | 5           | 6           | 4           | 30          | 55                       |
| 9                | Nicole Orlando e Stefano Oradei      | 6           | 7           | 7           | 6           | 7           | 10          | 43                       |
| 8                | Rita Pavone e Simone Di Pasquale     | 8           | 8           | 8           | 7           | 9           |             | 40                       |
| 2                | Michele Morrone e Ekaterina Vaganova | 7           | 6           | 6           | 7           | 5           |             | 31                       |
| 10               | Daniel Nilsson e Valeriia Belozerova | 6           | 5           | 5           | 6           | 7           |             | 29                       |
| 6                | Asia Argento e Maykel Fonts          | 4           | 4           | 4           | 2           | 4           | 10          | 28                       |
| 12               | Luca Sguazzini e Veera Kinnunen      | 6           | 5           | 5           | 4           | 7           |             | 27                       |
| 11               | Platinette e Raimondo Todaro         | 5           | 5           | 4           | 6           | 6           |             | 26                       |
| 13               | Margareth Madè e Samuel Peron        | 6           | 5           | 4           | 5           | 6           |             | 26                       |
| 3                | Enrico Papi e Ornella Boccafoschi    | 4           | 4           | 3           | 4           | 5           |             | 20                       |
| 1                | Salvo Sottile e Alessandra Tripoli   | 5           | 4           | 3           | 4           | 3           |             | 19                       |
| 7                | Pierre Cosso e Maria Ermachkova      | 4           | 4           | 3           | 5           | 3           |             | 19                       |
| 5                | Lando Buzzanca e Sara Mardegan       | 3           | 2           | 1           | 2           | 0           |             | 8                        |

Seconda manche: vi partecipano gli ultimi tre concorrenti classificati dalla media tra il punteggio ottenuto nella prima manche e il televoto.
| Ordine di uscita | Concorrenti                       | Televoto | Esito     |
| ---------------- | --------------------------------- | -------- | --------- |
| 2                | Pierre Cosso e Maria Ermachkova   | 35%      | Salvi     |
| 1                | Enrico Papi e Ornella Boccafoschi | 34%      | Salvi     |
| 3                | Lando Buzzanca e Sara Mardegan    | 31%      | Eliminati |

### Terza puntata
- Data: 5 marzo 2016
- Ospiti: Morgan come "ballerino per una notte" (canta e balla Wham Rap! (Enjoy What You Do) degli Wham! ed esegue la Toccata e fuga in Re minore di Bach al pianoforte in chiave techno

Prima manche:
| Ordine di uscita | Concorrenti                          | Voto Giuria | Voto Giuria | Voto Giuria | Voto Giuria | Voto Giuria | Punti bonus | Totale punteggio tecnico |
| Ordine di uscita | Concorrenti                          | Zazzaroni   | Canino      | Smith       | Lucarelli   | Mariotto    | Punti bonus | Totale punteggio tecnico |
| ---------------- | ------------------------------------ | ----------- | ----------- | ----------- | ----------- | ----------- | ----------- | ------------------------ |
| 4                | Michele Morrone e Ekaterina Vaganova | 8           | 7           | 9           | 8           | 7           | 10          | 49                       |
| 8                | Rita Pavone e Simone Di Pasquale     | 6           | 6           | 6           | 5           | 7           |             | 30                       |
| 12               | Daniel Nilsson e Valeriia Belozerova | 5           | 5           | 6           | 6           | 7           |             | 29                       |
| 9                | Luca Sguazzini e Veera Kinnunen      | 5           | 5           | 6           | 4           | 8           |             | 28                       |
| 7                | Margareth Madè e Samuel Peron        | 6           | 6           | 5           | 5           | 5           |             | 27                       |
| 1                | Iago García e Samanta Togni          | 6           | 5           | 4           | 6           | 5           |             | 26                       |
| 2                | Nicole Orlando e Stefano Oradei      | 5           | 6           | 5           | 5           | 3           |             | 24                       |
| 11               | Asia Argento e Maykel Fonts          | 5           | 4           | 4           | 3           | 5           |             | 21                       |
| 5                | Enrico Papi e Ornella Boccafoschi    | 4           | 4           | 4           | 4           | 2           |             | 18                       |
| 10               | Platinette e Raimondo Todaro         | 4           | 5           | 3           | 4           | 2           |             | 18                       |
| 3                | Pierre Cosso e Maria Ermachkova      | 3           | 3           | 3           | 6           | 2           |             | 17                       |
| 6                | Salvo Sottile e Alessandra Tripoli   | 4           | 4           | 4           | 3           | 0           |             | 15                       |

Seconda manche: vi partecipano gli ultimi due concorrenti classificati dalla media tra il punteggio ottenuto nella prima manche e il televoto.
| Ordine di uscita | Concorrenti                     | Televoto | Esito     |
| ---------------- | ------------------------------- | -------- | --------- |
| 1                | Margareth Madè e Samuel Peron   | 69%      | Salvi     |
| 2                | Pierre Cosso e Maria Ermachkova | 31%      | Eliminati |

### Quarta puntata
- Data: 12 marzo 2016
- Ospiti: dal cast de Il commissario Montalbano, Cesare Bocci e Angelo Russo come "ballerini per una notte" (eseguono rispettivamente un tango e un boogie)

Prova a sorpresa: i concorrenti, senza l'ausilio dei loro maestri, devono riconoscere il ritmo musicale eseguito dall'orchestra e improvvisare una performance di 50 secondi. La giuria assegnerà poi un punteggio compreso tra −10 e 10.
| Ordine di uscita | Concorrenti     | Ballo da riconoscere e improvvisare | Punti bonus assegnati da Carolyn Smith |
| ---------------- | --------------- | ----------------------------------- | -------------------------------------- |
| 3                | Michele Morrone | Paso doble                          | 8                                      |
| 11               | Rita Pavone     | Jive                                | 8                                      |
| 7                | Daniel Nilsson  | Boogie                              | 7                                      |
| 5                | Asia Argento    | Salsa                               | 6                                      |
| 10               | Luca Sguazzini  | Samba                               | 6                                      |
| 1                | Enrico Papi     | Charleston                          | 5                                      |
| 8                | Nicole Orlando  | Charleston                          | 5                                      |
| 9                | Margareth Madè  | Cha cha cha                         | 5                                      |
| 6                | Platinette      | Jive                                | 4                                      |
| 2                | Iago García     | Merengue                            | 3                                      |
| 4                | Salvo Sottile   | Jive                                | −2                                     |

Prima manche:
| Ordine di uscita | Concorrenti                          | Voto Giuria | Voto Giuria | Voto Giuria | Voto Giuria | Voto Giuria | Punti bonus | Totale punteggio tecnico |
| Ordine di uscita | Concorrenti                          | Zazzaroni   | Canino      | Smith       | Lucarelli   | Mariotto    | Punti bonus | Totale punteggio tecnico |
| ---------------- | ------------------------------------ | ----------- | ----------- | ----------- | ----------- | ----------- | ----------- | ------------------------ |
| 2                | Iago García e Samanta Togni          | 6           | 6           | 6           | 7           | 6           | 3+20        | 54                       |
| 3                | Michele Morrone e Ekaterina Vaganova | 7           | 8           | 8           | 8           | 8           | 8           | 47                       |
| 11               | Luca Sguazzini e Veera Kinnunen      | 7           | 6           | 9           | 8           | 9           | 6           | 45                       |
| 8                | Daniel Nilsson e Valeriia Belozerova | 7           | 7           | 7           | 7           | 7           | 7           | 42                       |
| 6                | Asia Argento e Maykel Fonts          | 8           | 6           | 6           | 6           | 8           | 6           | 40                       |
| 7                | Rita Pavone e Simone Di Pasquale     | 6           | 6           | 6           | 7           | 7           | 8           | 40                       |
| 5                | Nicole Orlando e Stefano Oradei      | 7           | 6           | 6           | 6           | 6           | 5           | 36                       |
| 10               | Margareth Madè e Samuel Peron        | 6           | 7           | 6           | 5           | 7           | 5           | 36                       |
| 4                | Enrico Papi e Ornella Boccafoschi    | 6           | 6           | 6           | 4           | 8           | 5           | 35                       |
| 9                | Platinette e Raimondo Todaro         | 4           | 3           | 4           | 3           | 2           | 4           | 20                       |
| 1                | Salvo Sottile e Alessandra Tripoli   | 4           | 4           | 4           | 4           | 1           | −2          | 15                       |

Seconda manche: vi partecipano gli ultimi due concorrenti classificati dalla media tra il punteggio ottenuto nella prima manche e il televoto.
| Ordine di uscita | Concorrenti                          | Televoto | Esito     |
| ---------------- | ------------------------------------ | -------- | --------- |
| 1                | Daniel Nilsson e Valeriia Belozerova | 66%      | Salvi     |
| 2                | Enrico Papi e Ornella Boccafoschi    | 34%      | Eliminati |

### Quinta puntata
- Data: 19 marzo 2016
- Ospiti: Antonio Cabrini e Gianluca Zambrotta come "ballerini per una notte" (eseguono rispettivamente un quickstep e un boogie)

Prova a sorpresa (sfide): i concorrenti, senza l'ausilio dei loro maestri, si sfidano a due a due improvvisando una performance e ballando a staffetta (40 secondi a disposizione per ogni concorrente, una volta terminati subentra lo sfidante). Devono inoltre riconoscere il ritmo musicale eseguito dall'orchestra e interpretare un personaggio famoso prestabilito. Il vincitore guadagna un punto che verrà sommato nella manche successiva.
| Ordine di uscita | Sfidanti                         | Ballo da riconoscere e improvvisare | Personaggio da interpretare | Vincitore della sfida decretato da Carolyn Smith |
| ---------------- | -------------------------------- | ----------------------------------- | --------------------------- | ------------------------------------------------ |
| 1                | Platinette vs Rita Pavone        | Salsa                               | The Blues Brothers          | Rita Pavone                                      |
| 2                | Michele Morrone vs Iago García   | Tango                               | Cowboy                      | Iago García                                      |
| 3                | Asia Argento vs Margareth Madè   | Charleston                          | Crudelia De Mon             | Asia Argento                                     |
| 4                | Nicole Orlando vs Salvo Sottile  | Paso doble                          | Zorro                       | Salvo Sottile                                    |
| 5                | Daniel Nilsson vs Luca Sguazzini | Boogie                              | Sandokan                    | Luca Sguazzini                                   |

Prima manche (sfide): i vincitori delle sfide si qualificano direttamente alla puntata successiva.
| Ordine di uscita | Concorrenti                          | Preferenza Giuria  | Preferenza Giuria  | Preferenza Giuria  | Preferenza Giuria  | Preferenza Giuria  | Vincitore prova a sorpresa | Esito sfida per la Giuria | Esito combinato (Giuria e Televoto) |
| Ordine di uscita | Concorrenti                          | Zazzaroni          | Canino             | Smith              | Lucarelli          | Mariotto           | Vincitore prova a sorpresa | Esito sfida per la Giuria | Esito combinato (Giuria e Televoto) |
| ---------------- | ------------------------------------ | ------------------ | ------------------ | ------------------ | ------------------ | ------------------ | -------------------------- | ------------------------- | ----------------------------------- |
| 2                | Iago García e Samanta Togni          |                    |                    |                    |                    | García/Togni       | García                     | 2                         | 52%                                 |
| 1                | Michele Morrone e Ekaterina Vaganova | Morrone/Vaganova   | Morrone/Vaganova   | Morrone/Vaganova   | Morrone/Vaganova   |                    |                            | 4                         | 48%                                 |
|                  |                                      |                    |                    |                    |                    |                    |                            |                           |                                     |
| 3                | Nicole Orlando e Stefano Oradei      | Orlando/Oradei     | Orlando/Oradei     | Orlando/Oradei     | Orlando/Oradei     | Orlando/Oradei     |                            | 5                         | 65%                                 |
| 4                | Salvo Sottile e Alessandra Tripoli   |                    |                    |                    |                    |                    | Sottile                    | 1                         | 35%                                 |
|                  |                                      |                    |                    |                    |                    |                    |                            |                           |                                     |
| 5                | Asia Argento e Maykel Fonts          |                    | Argento/Fonts      | Argento/Fonts      |                    | Argento/Fonts      | Argento                    | 4                         | 64%                                 |
| 6                | Margareth Madè e Samuel Peron        | Madè/Peron         |                    |                    | Madè/Peron         |                    |                            | 2                         | 36%                                 |
|                  |                                      |                    |                    |                    |                    |                    |                            |                           |                                     |
| 8                | Luca Sguazzini e Veera Kinnunen      | Sguazzini/Kinnunen | Sguazzini/Kinnunen | Sguazzini/Kinnunen | Sguazzini/Kinnunen | Sguazzini/Kinnunen | Sguazzini                  | 6                         | 85%                                 |
| 7                | Daniel Nilsson e Valeriia Belozerova |                    |                    |                    |                    |                    |                            | 0                         | 15%                                 |
|                  |                                      |                    |                    |                    |                    |                    |                            |                           |                                     |
| 10               | Rita Pavone e Simone Di Pasquale     | Pavone/Di Pasquale | Pavone/Di Pasquale | Pavone/Di Pasquale | Pavone/Di Pasquale |                    | Pavone                     | 5                         | 67%                                 |
| 9                | Platinette e Raimondo Todaro         |                    |                    |                    |                    | Platinette/Todaro  |                            | 1                         | 33%                                 |

Seconda manche (Manche polinesiana): vi partecipano i concorrenti che hanno perso le sfide della manche precedente. Le coppie devono eseguire un ballo polinesiano che era stato mostrato loro prima di cominciare la prima manche.
| Ordine di uscita | Concorrenti                          | Voto Giuria | Voto Giuria | Voto Giuria | Voto Giuria | Voto Giuria | Punti bonus | Totale punteggio tecnico |
| Ordine di uscita | Concorrenti                          | Zazzaroni   | Canino      | Smith       | Lucarelli   | Mariotto    | Punti bonus | Totale punteggio tecnico |
| ---------------- | ------------------------------------ | ----------- | ----------- | ----------- | ----------- | ----------- | ----------- | ------------------------ |
| 1                | Michele Morrone e Ekaterina Vaganova | 7           | 9           | 10          | 10          | 8           | 20          | 64                       |
| 4                | Daniel Nilsson e Valeriia Belozerova | 9           | 8           | 10          | 7           | 10          |             | 44                       |
| 3                | Margareth Madè e Samuel Peron        | 8           | 8           | 8           | 8           | 10          |             | 42                       |
| 5                | Platinette e Raimondo Todaro         | 4           | 5           | 4           | 3           | 5           |             | 21                       |
| 2                | Salvo Sottile e Alessandra Tripoli   | 4           | 4           | 4           | 3           | 0           |             | 15                       |

Terza manche: vi partecipano gli ultimi due concorrenti classificati dalla media tra il punteggio ottenuto nella seconda manche e il televoto.
| Ordine di uscita | Concorrenti                        | Televoto | Esito     |
| ---------------- | ---------------------------------- | -------- | --------- |
| 1                | Margareth Madè e Samuel Peron      | 65%      | Salvi     |
| 2                | Salvo Sottile e Alessandra Tripoli | 35%      | Eliminati |

### Sesta puntata
- Data: 26 marzo 2016
- Ospiti: dal cast di Don Matteo, Nino Frassica e Simone Montedoro come "ballerini per una notte" (eseguono rispettivamente un cha cha cha e un tango)

Prova a sorpresa: i concorrenti, in coppia con i loro maestri, devono riconoscere il ritmo musicale eseguito dall'orchestra e improvvisare una performance di 40 secondi usando un hula-hoop, come mostrato dalla ballerina Rossella Gencarelli. Il vincitore guadagna 10 punti bonus per la prima manche.
| Ordine di uscita | Concorrenti                          | Punti bonus assegnati da Carolyn Smith |
| ---------------- | ------------------------------------ | -------------------------------------- |
| 1                | Margareth Madè e Samuel Peron        |                                        |
| 2                | Iago García e Samanta Togni          |                                        |
| 3                | Rita Pavone e Simone Di Pasquale     |                                        |
| 4                | Michele Morrone e Ekaterina Vaganova |                                        |
| 5                | Asia Argento e Maykel Fonts          |                                        |
| 6                | Luca Sguazzini e Veera Kinnunen      |                                        |
| 7                | Nicole Orlando e Stefano Oradei      |                                        |
| 8                | Platinette e Raimondo Todaro         |                                        |
| 9                | Daniel Nilsson e Valeriia Belozerova | 10                                     |

Prima manche:
| Ordine di uscita | Concorrenti                          | Voto Giuria | Voto Giuria | Voto Giuria | Voto Giuria | Voto Giuria | Punti bonus | Totale punteggio tecnico |
| Ordine di uscita | Concorrenti                          | Zazzaroni   | Canino      | Smith       | Lucarelli   | Mariotto    | Punti bonus | Totale punteggio tecnico |
| ---------------- | ------------------------------------ | ----------- | ----------- | ----------- | ----------- | ----------- | ----------- | ------------------------ |
| 1                | Iago García e Samanta Togni          | 5           | 5           | 6           | 6           | 6           | 20          | 48                       |
| 6                | Rita Pavone e Simone Di Pasquale     | 10          | 10          | 10          | 8           | 10          |             | 48                       |
| 5                | Michele Morrone e Ekaterina Vaganova | 10          | 10          | 10          | 8           | 9           |             | 47                       |
| 8                | Daniel Nilsson e Valeriia Belozerova | 7           | 7           | 7           | 6           | 8           | 10          | 45                       |
| 3                | Luca Sguazzini e Veera Kinnunen      | 8           | 8           | 10          | 8           | 10          |             | 44                       |
| 4                | Nicole Orlando e Stefano Oradei      | 9           | 10          | 10          | 7           | 8           |             | 44                       |
| 2                | Margareth Madè e Samuel Peron        | 7           | 7           | 7           | 6           | 8           |             | 35                       |
| 9                | Asia Argento e Maykel Fonts          | 7           | 6           | 7           | 4           | 6           |             | 30                       |
| 7                | Platinette e Raimondo Todaro         | 6           | 6           | 6           | 5           | 5           |             | 28                       |

Seconda manche (Stiletto): le coppie devono ballare per 50 secondi lo stiletto, un particolare tipo di ballo illustrato prima di iniziare la prima manche, calzando tacchi di 15 centimetri. In questa manche ogni membro della giuria deve dare una preferenza ad una coppia. La coppia vincente della manche si aggiudica il tesoretto conquistato dai ballerini per una notte.
| Ordine di uscita | Concorrenti                          | Preferenza Giuria  | Preferenza Giuria | Preferenza Giuria | Preferenza Giuria | Preferenza Giuria | Totale punteggio |
| Ordine di uscita | Concorrenti                          | Zazzaroni          | Canino            | Smith             | Lucarelli         | Mariotto          | Totale punteggio |
| ---------------- | ------------------------------------ | ------------------ | ----------------- | ----------------- | ----------------- | ----------------- | ---------------- |
| 1                | Iago García e Samanta Togni          |                    | García/Togni      |                   | García/Togni      | García/Togni      | 3                |
| 3                | Luca Sguazzini e Veera Kinnunen      | Sguazzini/Kinnunen |                   |                   |                   |                   | 1                |
| 9                | Asia Argento e Maykel Fonts          |                    |                   | Argento/Fonts     |                   |                   | 1                |
| 2                | Margareth Madè e Samuel Peron        |                    |                   |                   |                   |                   | 0                |
| 4                | Nicole Orlando e Stefano Oradei      |                    |                   |                   |                   |                   | 0                |
| 5                | Michele Morrone e Ekaterina Vaganova |                    |                   |                   |                   |                   | 0                |
| 6                | Rita Pavone e Simone Di Pasquale     |                    |                   |                   |                   |                   | 0                |
| 7                | Platinette e Raimondo Todaro         |                    |                   |                   |                   |                   | 0                |
| 8                | Daniel Nilsson e Valeriia Belozerova |                    |                   |                   |                   |                   | 0                |

Terza manche: vi partecipano gli ultimi due concorrenti classificati dalla media tra il punteggio ottenuto nella prima manche e il televoto.
| Ordine di uscita | Concorrenti                     | Televoto | Esito     |
| ---------------- | ------------------------------- | -------- | --------- |
| 1                | Luca Sguazzini e Veera Kinnunen | 78%      | Salvi     |
| 2                | Margareth Madè e Samuel Peron   | 22%      | Eliminati |

### Settima puntata
- Data: 2 aprile 2016
- Ospiti: Lorenzo Fragola (canta Luce che entra) e Valerio Scanu come "ballerino per una notte" (canta Quando nasce un amore e balla un tango nei panni di Anna Oxa)

Prova a sorpresa (sfide): i concorrenti, in coppia con i loro maestri, si sfidano a due a due improvvisando una performance di 30 secondi, terminati i quali il maestro lascia la pista e il concorrente deve improvvisare da solo. Il concorrente deve inoltre riconoscere il ritmo musicale eseguito dall'orchestra e interpretare, insieme al maestro, una coppia prestabilita di personaggi dei cartoni animati. Il vincitore di ogni sfida guadagna un punto che verrà sommato nella prima manche.
| Ordine di uscita | Concorrenti                          | Ballo da riconoscere e improvvisare | Personaggi da interpretare | Vincitori della sfida decretati da Carolyn Smith |
| ---------------- | ------------------------------------ | ----------------------------------- | -------------------------- | ------------------------------------------------ |
| 1                | Platinette e Raimondo Todaro         | Jive                                | Robin Hood e Little John   |                                                  |
| 2                | Asia Argento e Maykel Fonts          | Salsa                               | Fred e Wilma Flinstone     |                                                  |
|                  |                                      |                                     |                            |                                                  |
| 3                | Iago García e Samanta Togni          | Jive                                | Batman e Robin             |                                                  |
| 4                | Michele Morrone e Ekaterina Vaganova | Boogie                              | Braccio di Ferro e Olivia  |                                                  |
|                  |                                      |                                     |                            |                                                  |
| 5                | Rita Pavone e Simone Di Pasquale     | Freestyle                           | Aladdin e Jasmine          |                                                  |
| 6                | Nicole Orlando e Stefano Oradei      | Salsa                               | Sirenetta e Granchio       |                                                  |
|                  |                                      |                                     |                            |                                                  |
| 7                | Daniel Nilsson e Valeriia Belozerova | Salsa                               | Tarzan e Jane              |                                                  |
| 8                | Luca Sguazzini e Veera Kinnunen      | Jive                                | Heidi e Nonno              |                                                  |

Manche di ripescaggio: le cinque coppie fin qui eliminate si esibiscono in una performance di 50 secondi dove devono ballare un ritmo a sorpresa. I vincitori, decretati dalla media tra il voto ottenuto e il televoto, sfideranno la coppia che si è salvata a fine puntata per guadagnarsi l'accesso alla puntata successiva.
| Ordine di uscita | Concorrenti                        | Voto assegnato da Carolyn Smith | Esito combinato (Voto e Televoto) |
| ---------------- | ---------------------------------- | ------------------------------- | --------------------------------- |
| 3                | Enrico Papi e Ornella Boccafoschi  | 9                               |                                   |
| 5                | Margareth Madè e Samuel Peron      | 8                               | Ripescati                         |
| 2                | Pierre Cosso e Maria Ermachkova    | 7                               |                                   |
| 4                | Salvo Sottile e Alessandra Tripoli | 6                               |                                   |
| 1                | Lando Buzzanca e Sara Mardegan     | 4                               |                                   |

Prima manche (sfide): i vincitori delle sfide guadagnano 30 punti.
| Ordine di uscita | Concorrenti                          | Preferenza Giuria  | Preferenza Giuria  | Preferenza Giuria  | Preferenza Giuria  | Preferenza Giuria  | Vincitori prova a sorpresa | Esito sfida per la Giuria | Esito combinato (Giuria e Televoto) |
| Ordine di uscita | Concorrenti                          | Zazzaroni          | Canino             | Smith              | Lucarelli          | Mariotto           | Vincitori prova a sorpresa | Esito sfida per la Giuria | Esito combinato (Giuria e Televoto) |
| ---------------- | ------------------------------------ | ------------------ | ------------------ | ------------------ | ------------------ | ------------------ | -------------------------- | ------------------------- | ----------------------------------- |
| 2                | Nicole Orlando e Stefano Oradei      |                    |                    | Orlando/Oradei     |                    |                    | Orlando/Oradei             | 2                         | 53%                                 |
| 1                | Rita Pavone e Simone Di Pasquale     | Pavone/Di Pasquale | Pavone/Di Pasquale |                    | Pavone/Di Pasquale | Pavone/Di Pasquale |                            | 4                         | 47%                                 |
|                  |                                      |                    |                    |                    |                    |                    |                            |                           |                                     |
| 3                | Iago García e Samanta Togni          |                    |                    |                    | García/Togni       | García/Togni       |                            | 2                         | 51%                                 |
| 4                | Michele Morrone e Ekaterina Vaganova | Morrone/Vaganova   | Morrone/Vaganova   | Morrone/Vaganova   |                    |                    | Morrone/Vaganova           | 4                         | 49%                                 |
|                  |                                      |                    |                    |                    |                    |                    |                            |                           |                                     |
| 5                | Platinette e Raimondo Todaro         | Platinette/Todaro  | Platinette/Todaro  | Platinette/Todaro  | Platinette/Todaro  | Platinette/Todaro  |                            | 5                         | 68%                                 |
| 6                | Asia Argento e Maykel Fonts          |                    |                    |                    |                    |                    | Argento/Fonts              | 1                         | 32%                                 |
|                  |                                      |                    |                    |                    |                    |                    |                            |                           |                                     |
| 7                | Daniel Nilsson e Valeriia Belozerova | Nilsson/Belozerova |                    | Nilsson/Belozerova |                    |                    | Nilsson/Belozerova         | 3                         | 58%                                 |
| 8                | Luca Sguazzini e Veera Kinnunen      |                    | Sguazzini/Kinnunen |                    | Sguazzini/Kinnunen | Sguazzini/Kinnunen |                            | 3                         | 42%                                 |

Supertesoretto conquistato da Valerio Scanu:
| Voto Giuria | Voto Giuria | Voto Giuria | Voto Giuria | Voto Giuria | Totale punteggio tecnico |
| Zazzaroni   | Canino      | Smith       | Lucarelli   | Mariotto    | Totale punteggio tecnico |
| ----------- | ----------- | ----------- | ----------- | ----------- | ------------------------ |
| 8           | 8           | 10          | 9           | 10          | 45                       |

Seconda manche (Blind dance): le coppie devono ballare bendate per 50 secondi, come mostrato prima di iniziare la prima manche dai ballerini Elena Travaini e Anthony Carollo. In questa manche ogni membro della giuria deve dare una preferenza ad una coppia. La coppia vincente della manche si aggiudica il supertesoretto conquistato da Valerio Scanu.
| Ordine di uscita | Concorrenti                          | Preferenza Giuria  | Preferenza Giuria  | Preferenza Giuria  | Preferenza Giuria  | Preferenza Giuria  | Totale punteggio |
| Ordine di uscita | Concorrenti                          | Zazzaroni          | Canino             | Smith              | Lucarelli          | Mariotto           | Totale punteggio |
| ---------------- | ------------------------------------ | ------------------ | ------------------ | ------------------ | ------------------ | ------------------ | ---------------- |
| 8                | Luca Sguazzini e Veera Kinnunen      | Sguazzini/Kinnunen | Sguazzini/Kinnunen | Sguazzini/Kinnunen | Sguazzini/Kinnunen | Sguazzini/Kinnunen | 5                |
| 1                | Rita Pavone e Simone Di Pasquale     |                    |                    |                    |                    |                    | 0                |
| 2                | Nicole Orlando e Stefano Oradei      |                    |                    |                    |                    |                    | 0                |
| 3                | Iago García e Samanta Togni          |                    |                    |                    |                    |                    | 0                |
| 4                | Michele Morrone e Ekaterina Vaganova |                    |                    |                    |                    |                    | 0                |
| 5                | Platinette e Raimondo Todaro         |                    |                    |                    |                    |                    | 0                |
| 6                | Asia Argento e Maykel Fonts          |                    |                    |                    |                    |                    | 0                |
| 7                | Daniel Nilsson e Valeriia Belozerova |                    |                    |                    |                    |                    | 0                |

Classifica dopo le due manche:
| Posizione | Concorrenti                          | Punti conquistati dopo la prima manche | Punti bonus | Totale punteggio |
| --------- | ------------------------------------ | -------------------------------------- | ----------- | ---------------- |
| 1ª        | Luca Sguazzini e Veera Kinnunen      | 0                                      | 45          | 45               |
| 2ª        | Nicole Orlando e Stefano Oradei      | 30                                     |             | 30               |
| 2ª        | Iago García e Samanta Togni          | 30                                     |             | 30               |
| 2ª        | Platinette e Raimondo Todaro         | 30                                     |             | 30               |
| 2ª        | Daniel Nilsson e Valeriia Belozerova | 30                                     |             | 30               |
| 6ª        | Rita Pavone e Simone Di Pasquale     | 0                                      |             | 0                |
| 6ª        | Michele Morrone e Ekaterina Vaganova | 0                                      |             | 0                |
| 6ª        | Asia Argento e Maykel Fonts          | 0                                      |             | 0                |

Terza manche: vi partecipano gli ultimi tre concorrenti classificati dalla media tra il punteggio ottenuto dopo le due manche e il televoto. La coppia che si salva sfiderà la coppia che è stata ripescata nella manche di ripescaggio per l'accesso alla puntata successiva.
| Ordine di uscita | Concorrenti                          | Televoto | Esito                           |
| ---------------- | ------------------------------------ | -------- | ------------------------------- |
| 1                | Daniel Nilsson e Valeriia Belozerova | 49%      | Accedono alla manche successiva |
| 2                | Michele Morrone e Ekaterina Vaganova | 38%      | Eliminati                       |
| 3                | Asia Argento e Maykel Fonts          | 13%      | Eliminati                       |

Quarta manche: vi partecipano la coppia ripescata nella manche di ripescaggio e quella che si è salvata nella terza manche.
| Ordine di uscita | Concorrenti                          | Televoto | Esito     |
| ---------------- | ------------------------------------ | -------- | --------- |
| 2                | Daniel Nilsson e Valeriia Belozerova | 82%      | Salvi     |
| 1                | Margareth Madè e Samuel Peron        | 18%      | Eliminati |

### Ottava puntata
- Data: 9 aprile 2016
- Ospiti: Alba Parietti e Christopher Lambert come "ballerini per una notte" (eseguono entrambi un tango)

Prova d'esame: i sette concorrenti fin qui eliminati, senza l'ausilio dei loro maestri, devono riconoscere tre ritmi musicali eseguiti dall'orchestra (due conosciuti e uno che non hanno mai ballato, ma appartenente alla cultura popolare) e improvvisare una performance ricalcante i tre stili.
| Ordine di uscita | Concorrenti     | Balli da riconoscere e improvvisare | Punti bonus assegnati da Carolyn Smith |
| ---------------- | --------------- | ----------------------------------- | -------------------------------------- |
| 7                | Asia Argento    | Charleston Samba Tarantella         | 10                                     |
| 1                | Michele Morrone | Boogie Paso doble Casatschok        | 9                                      |
| 3                | Enrico Papi     | Cha cha Merengue Twist              | 7                                      |
| 2                | Margareth Madè  | Quickstep Paso doble Pizzica        | 6                                      |
| 5                | Pierre Cosso    | Samba Tango Mazurca                 | 6                                      |
| 6                | Salvo Sottile   | Charleston Paso doble Polka         | 6                                      |
| 4                | Lando Buzzanca  | Tango Charleston Hully gully        | 5                                      |

Prima manche di ripescaggio:
| Ordine di uscita | Concorrenti                          | Voto Giuria | Voto Giuria | Voto Giuria | Voto Giuria | Voto Giuria | Punti bonus | Totale punteggio tecnico | Esito combinato (Giuria e Televoto)            |
| Ordine di uscita | Concorrenti                          | Zazzaroni   | Canino      | Smith       | Lucarelli   | Mariotto    | Punti bonus | Totale punteggio tecnico | Esito combinato (Giuria e Televoto)            |
| ---------------- | ------------------------------------ | ----------- | ----------- | ----------- | ----------- | ----------- | ----------- | ------------------------ | ---------------------------------------------- |
| 1                | Michele Morrone e Ekaterina Vaganova | 9           | 10          | 10          | 10          | 10          | 9+20        | 78                       | Accedono alla successiva manche di ripescaggio |
| 3                | Enrico Papi e Ornella Boccafoschi    | 8           | 9           | 9           | 9           | 10          | 7           | 52                       | Accedono alla successiva manche di ripescaggio |
| 7                | Asia Argento e Maykel Fonts          | 8           | 8           | 8           | 5           | 10          | 10          | 49                       | Accedono alla successiva manche di ripescaggio |
| 5                | Pierre Cosso e Maria Ermachkova      | 8           | 8           | 8           | 8           | 8           | 6           | 46                       | Eliminati definitivamente                      |
| 2                | Margareth Madè e Samuel Peron        | 8           | 7           | 8           | 6           | 9           | 6           | 44                       | Accedono alla successiva manche di ripescaggio |
| 4                | Lando Buzzanca e Sara Mardegan       | 10          | 6           | 6           | 6           | 8           | 5           | 41                       | Eliminati definitivamente                      |
| 6                | Salvo Sottile e Alessandra Tripoli   | 7           | 7           | 7           | 6           | 6           | 6           | 39                       | Eliminati definitivamente                      |

Prima manche per i semifinalisti (Bomba portoricana): le sei coppie già qualificate per la puntata successiva devono ballare la bomba portoricheña, un tipo di ballo mostrato ad inizio puntata dai ballerini Chiquito e Shirley. Il vincitore guadagna 20 punti bonus per la puntata successiva.
| Ordine di uscita | Concorrenti                          | Punti bonus assegnati da Carolyn Smith |
| ---------------- | ------------------------------------ | -------------------------------------- |
| 1                | Iago García e Samanta Togni          |                                        |
| 2                | Nicole Orlando e Stefano Oradei      |                                        |
| 3                | Rita Pavone e Simone Di Pasquale     |                                        |
| 4                | Luca Sguazzini e Veera Kinnunen      | 20                                     |
| 5                | Platinette e Raimondo Todaro         |                                        |
| 6                | Daniel Nilsson e Valeriia Belozerova |                                        |

Seconda manche di ripescaggio (sfide): le quattro coppie che hanno passato la prima manche si sfidano a due a due secondo la classifica tecnica stilata dopo la prima manche: 1ª classificata vs 4ª classificata, 2ª classificata vs 3ª classificata. Le due coppie vincenti delle sfide si sfideranno nella puntata successiva per determinare chi verrà ripescato (con il televoto aperto tutta la settimana), mentre le due coppie perdenti vengono eliminate definitivamente.
| Ordine di uscita | Concorrenti                          | Preferenza Giuria | Preferenza Giuria | Preferenza Giuria | Preferenza Giuria | Preferenza Giuria | Esito sfida per la Giuria | Esito combinato (Giuria e Televoto) |
| Ordine di uscita | Concorrenti                          | Zazzaroni         | Canino            | Smith             | Lucarelli         | Mariotto          | Esito sfida per la Giuria | Esito combinato (Giuria e Televoto) |
| ---------------- | ------------------------------------ | ----------------- | ----------------- | ----------------- | ----------------- | ----------------- | ------------------------- | ----------------------------------- |
| 1                | Michele Morrone e Ekaterina Vaganova |                   | Morrone/Vaganova  | Morrone/Vaganova  | Morrone/Vaganova  | Morrone/Vaganova  | 4                         | 79%                                 |
| 2                | Margareth Madè e Samuel Peron        | Madè/Peron        |                   |                   |                   |                   | 1                         | 21%                                 |
|                  |                                      |                   |                   |                   |                   |                   |                           |                                     |
| 3                | Enrico Papi e Ornella Boccafoschi    | Papi/Boccafoschi  | Papi/Boccafoschi  | Papi/Boccafoschi  | Papi/Boccafoschi  | Papi/Boccafoschi  | 5                         | 61%                                 |
| 4                | Asia Argento e Maykel Fonts          |                   |                   |                   |                   |                   | 0                         | 39%                                 |

Seconda manche per i semifinalisti: le coppie devono improvvisare una performance di 50 secondi interpretando un "grande mito" dello spettacolo (cinema o musica). Il vincitore guadagna 20 punti bonus per la puntata successiva.
| Ordine di uscita | Concorrenti                          | Interpretazione           | Punti bonus assegnati da Carolyn Smith |
| ---------------- | ------------------------------------ | ------------------------- | -------------------------------------- |
| 1                | Iago García e Samanta Togni          | La febbre del sabato sera | 20                                     |
| 2                | Nicole Orlando e Stefano Oradei      | Bob Marley                |                                        |
| 3                | Rita Pavone e Simone Di Pasquale     | Flashdance                |                                        |
| 4                | Luca Sguazzini e Veera Kinnunen      | ABBA                      |                                        |
| 5                | Platinette e Raimondo Todaro         | Madonna                   |                                        |
| 6                | Daniel Nilsson e Valeriia Belozerova | Michael Jackson           |                                        |

### Nona puntata (La semifinale)
- Data: 16 aprile 2016
- Ospiti: Giancarlo Giannini come "ballerino per una notte" (esegue un tango) e Valerio Scanu (canta All by Myself)

Spareggio di ripescaggio: vi partecipano le due coppie che avevano vinto la seconda manche di ripescaggio della puntata precedente.
| Ordine di uscita | Concorrenti                          | Televoto | Esito                     |
| ---------------- | ------------------------------------ | -------- | ------------------------- |
| 1                | Michele Morrone e Ekaterina Vaganova | 68%      | Ripescati                 |
| 2                | Enrico Papi e Ornella Boccafoschi    | 32%      | Eliminati definitivamente |

Prova a sorpresa: i concorrenti devono improvvisare una performance con un maestro (ancora in gara) diverso da quello che li ha accompagnati fin qui. I concorrenti in attesa dietro le quinte vengono muniti di cuffie per mantenere la sorpresa. Il concorrente vincitore guadagna 20 punti bonus.
| Ordine di uscita | Concorrente     | Maestro/a           | Punti bonus assegnati da Carolyn Smith |
| ---------------- | --------------- | ------------------- | -------------------------------------- |
| 1                | Iago García     | Valeriia Belozerova |                                        |
| 2                | Daniel Nilsson  | Veera Kinnunen      | 20                                     |
| 3                | Nicole Orlando  | Raimondo Todaro     |                                        |
| 4                | Luca Sguazzini  | Ekaterina Vaganova  |                                        |
| 5                | Platinette      | Simone Di Pasquale  |                                        |
| 6                | Rita Pavone     | Stefano Oradei      |                                        |
| 7                | Michele Morrone | Samanta Togni       |                                        |

Prima manche: gli ultimi due concorrenti della classifica combinata disputeranno la terza manche nella puntata seguente (con il televoto aperto tutta la settimana), i primi cinque accedono direttamente alla puntata successiva.
| Ordine di uscita | Concorrenti                          | Voto Giuria | Voto Giuria | Voto Giuria | Voto Giuria | Voto Giuria | Punti bonus | Totale punteggio tecnico | Esito combinato (Giuria e Televoto) |
| Ordine di uscita | Concorrenti                          | Zazzaroni   | Canino      | Smith       | Lucarelli   | Mariotto    | Punti bonus | Totale punteggio tecnico | Esito combinato (Giuria e Televoto) |
| ---------------- | ------------------------------------ | ----------- | ----------- | ----------- | ----------- | ----------- | ----------- | ------------------------ | ----------------------------------- |
| 5                | Rita Pavone e Simone Di Pasquale     | 7           | 9           | 10          | 7           | 8           | 50          | 91                       | Salvi                               |
| 4                | Luca Sguazzini e Veera Kinnunen      | 10          | 10          | 9           | 10          | 10          | 20          | 69                       | Salvi                               |
| 2                | Iago García e Samanta Togni          | 10          | 9           | 10          | 9           | 10          | 20          | 68                       | Salvi                               |
| 1                | Daniel Nilsson e Valeriia Belozerova | 8           | 9           | 10          | 10          | 10          | 20          | 67                       | Accedono alla terza manche          |
| 6                | Michele Morrone e Ekaterina Vaganova | 9           | 9           | 9           | 8           | 8           |             | 43                       | Salvi                               |
| 3                | Nicole Orlando e Stefano Oradei      | 7           | 8           | 10          | 7           | 8           |             | 40                       | Salvi                               |
| 7                | Platinette e Raimondo Todaro         | 6           | 6           | 7           | 6           | 5           |             | 30                       | Accedono alla terza manche          |

Seconda manche: le coppie devono improvvisare una performance, che dopo alcuni secondi viene interrotta con il maestro che lascia la pista. Il concorrente si trova dunque a ballare con una persona a lui cara. I concorrenti in attesa dietro le quinte vengono muniti di cuffie per mantenere la sorpresa.
| Ordine di uscita | Concorrenti                          | Partner          |
| ---------------- | ------------------------------------ | ---------------- |
| 1                | Daniel Nilsson e Valeriia Belozerova | La mamma Annika  |
| 2                | Iago García e Samanta Togni          | La mamma Carla   |
| 3                | Nicole Orlando e Stefano Oradei      | Il nonno Sandro  |
| 4                | Luca Sguazzini e Veera Kinnunen      | La mamma Bruna   |
| 5                | Rita Pavone e Simone Di Pasquale     | Il figlio Alex   |
| 6                | Michele Morrone e Ekaterina Vaganova | La mamma Angela  |
| 7                | Platinette e Raimondo Todaro         | La sorella Maura |
| 8                | Enrico Papi e Ornella Boccafoschi    | La mamma Luciana |

### Decima puntata (La finale)
- Data: 23 aprile 2016
- Ospiti: Benji & Fede (cantano Tutta d'un fiato). Valerio Scanu (canta e balla) ed Emanuela Aureli nei panni di Milly Carlucci come "ballerini per una notte". Jacopo Tissi (balla un pezzo di danza classica).

Spareggio eliminatorio: vi partecipano le ultime due coppie classificate della prima manche della puntata precedente.
| Ordine di uscita | Concorrenti                          | Televoto | Esito                     |
| ---------------- | ------------------------------------ | -------- | ------------------------- |
| 1                | Daniel Nilsson e Valeriia Belozerova | 86%      | Salvi                     |
| 2                | Platinette e Raimondo Todaro         | 14%      | Eliminati definitivamente |

Prova a sorpresa (Bhangra): i concorrenti, in coppia con i loro maestri, devono ballare il bhangra, un particolare tipo di ballo illustrato ad inizio puntata. Il vincitore guadagna 10 punti bonus per la prima manche.
| Ordine di uscita | Concorrenti                          | Punti bonus assegnati da Carolyn Smith |
| ---------------- | ------------------------------------ | -------------------------------------- |
| 1                | Iago García e Samanta Togni          |                                        |
| 2                | Nicole Orlando e Stefano Oradei      |                                        |
| 3                | Luca Sguazzini e Veera Kinnunen      |                                        |
| 4                | Rita Pavone e Simone Di Pasquale     |                                        |
| 5                | Michele Morrone e Ekaterina Vaganova | 10                                     |
| 6                | Daniel Nilsson e Valeriia Belozerova |                                        |

Prima manche: gli ultimi due concorrenti della classifica combinata vengono eliminati e si classificano quinti a pari merito per questa edizione, i primi quattro accedono alla terza manche.
| Ordine di uscita | Concorrenti                          | Voto Giuria | Voto Giuria | Voto Giuria | Voto Giuria | Voto Giuria | Punti bonus | Totale punteggio tecnico | Esito combinato (Giuria e Televoto) |
| Ordine di uscita | Concorrenti                          | Zazzaroni   | Canino      | Smith       | Lucarelli   | Mariotto    | Punti bonus | Totale punteggio tecnico | Esito combinato (Giuria e Televoto) |
| ---------------- | ------------------------------------ | ----------- | ----------- | ----------- | ----------- | ----------- | ----------- | ------------------------ | ----------------------------------- |
| 4                | Iago García e Samanta Togni          | 10          | 10          | 10          | 10          | 10          | 10          | 60                       | Accedono alla terza manche          |
| 1                | Michele Morrone e Ekaterina Vaganova | 10          | 10          | 10          | 10          | 8           | 10          | 58                       | Accedono alla terza manche          |
| 5                | Luca Sguazzini e Veera Kinnunen      | 10          | 10          | 10          | 10          | 10          |             | 50                       | Accedono alla terza manche          |
| 3                | Rita Pavone e Simone Di Pasquale     | 10          | 10          | 10          | 9           | 10          |             | 49                       | Accedono alla terza manche          |
| 6                | Daniel Nilsson e Valeriia Belozerova | 9           | 10          | 10          | 9           | 10          |             | 48                       | Eliminati e quinti classificati     |
| 2                | Nicole Orlando e Stefano Oradei      | 9           | 9           | 10          | 7           | 7           |             | 42                       | Eliminati e quinti classificati     |

Seconda manche: le coppie devono improvvisare una performance interpretando un tema evocato da una poesia consegnata loro dopo la prima manche. La coppia vincente si aggiudica il tesoretto conquistato dai ballerini per una notte.
| Ordine di uscita | Concorrenti                          | Poesia | Tema                               | Vincitori decretati da Carolyn Smith |
| ---------------- | ------------------------------------ | --- | ---------------------------------- | ------------------------------------ |
| 1                | Michele Morrone e Ekaterina Vaganova | I ragazzi che si amano si baciano in piedi, contro le porte della notte, e i passanti che passano li segnano a dito, ma i ragazzi che si amano, non ci sono per nessuno. (Jacques Prévert) | Incontro amoroso                   |                                      |
| 2                | Nicole Orlando e Stefano Oradei      | Trova il tempo di essere amico, è la strada della felicità. (Madre Teresa) | Amicizia                           |                                      |
| 3                | Rita Pavone e Simone Di Pasquale     | Inseguire il sogno e poi ancora il sogno, e così per sempre. Fino alla fine. (Joseph Conrad)                                                                                               | Tenacia                            |                                      |
| 4                | Iago García e Samanta Togni          | Le parole se ne stanno zitte sulla soglia a un passo da te che resti fuori, e io non so come chiamarti e chiederti di tornare indietro. È così che nascono gli addii. (Fabrizio Caramagna) | Addio tra due persone che si amano |                                      |
| 5                | Luca Sguazzini e Veera Kinnunen      | Non andare dove il sentiero ti può portare, vai invece dove il sentiero non c'è ancora e lascia dietro di te una traccia. (Ralph Waldo Emerson)                                            | Avventura                          |                                      |
| 6                | Daniel Nilsson e Valeriia Belozerova | L'anima libera è rara, ma quando la vedi la riconosci, soprattutto perché provi felicità quando le sei vicino. (Charles Bukowski)                                                          | Libertà                            |                                      |

Terza manche (sfide): le quattro coppie rimanenti si sfidano a due a due: il primo della classifica tecnica stilata dopo la prima manche ha il diritto di scegliere chi sfidare, le rimanenti due coppie si sfideranno tra loro. Le due coppie vincenti delle sfide si qualificano al ring finale, le due perdenti vengono eliminate e si classificano terze a pari merito per questa edizione.
| Ordine di uscita | Concorrenti                          | Preferenza Giuria  | Preferenza Giuria  | Preferenza Giuria  | Preferenza Giuria  | Preferenza Giuria  | Esito sfida per la Giuria | Esito combinato (Giuria e Televoto) |
| Ordine di uscita | Concorrenti                          | Zazzaroni          | Canino             | Smith              | Lucarelli          | Mariotto           | Esito sfida per la Giuria | Esito combinato (Giuria e Televoto) |
| ---------------- | ------------------------------------ | ------------------ | ------------------ | ------------------ | ------------------ | ------------------ | ------------------------- | ----------------------------------- |
| 1                | Iago García e Samanta Togni          |                    | García/Togni       | García/Togni       |                    | García/Togni       | 3                         | 69%                                 |
| 2                | Luca Sguazzini e Veera Kinnunen      | Sguazzini/Kinnunen |                    |                    | Sguazzini/Kinnunen |                    | 2                         | 31%                                 |
|                  |                                      |                    |                    |                    |                    |                    |                           |                                     |
| 3                | Michele Morrone e Ekaterina Vaganova |                    |                    |                    | Morrone/Vaganova   |                    | 1                         | 58%                                 |
| 4                | Rita Pavone e Simone Di Pasquale     | Pavone/Di Pasquale | Pavone/Di Pasquale | Pavone/Di Pasquale |                    | Pavone/Di Pasquale | 4                         | 42%                                 |

Ring finale: le due coppie finaliste si sfidano a turno su due balli reciprocamente scelti tra dieci disponibili, ossia un concorrente deve scegliere quale ballo deve eseguire il suo sfidante e viceversa. Il vincitore della manche e quindi dell'intera edizione viene decretato dal televoto.
| Balli disponibili         |
| ------------------------- |
| Rumba/Freestyle           |
| Quick/Charleston          |
| Valzer                    |
| Tango                     |
| Paso                      |
| Free style veloce/Cha cha |
| Salsa                     |
| Samba                     |
| Merengue                  |
| Jive/Boogie               |

| Ordine di uscita | Concorrenti                          | 1° ballo scelto dallo sfidante | 2° ballo scelto dallo sfidante | Televoto | Esito                |
| ---------------- | ------------------------------------ | ------------------------------ | ------------------------------ | -------- | -------------------- |
| 1                | Iago García e Samanta Togni          | Paso                           | Tango                          | 60%      | Vincitori            |
| 2                | Michele Morrone e Ekaterina Vaganova | Paso                           | Tango                          | 40%      | Secondi classificati |

Altri premi consegnati:
- Premio Aiello per il maggior numero di spareggi: Margareth Madè e Samuel Peron.
- Premio per il percorso più emozionante: Rita Pavone e Simone Di Pasquale.
- Premio per le coreografie più originali tra i finalisti: Luca Sguazzini e Veera Kinnunen.

## Balli eseguiti
| Coppia                                | 1                     | 2                           | 3                       | 4                | 5                                         | 6                          | 7                                         | 8                    | 9                  | 10                                                          |
| ------------------------------------- | --------------------- | --------------------------- | ----------------------- | ---------------- | ----------------------------------------- | -------------------------- | ----------------------------------------- | -------------------- | ------------------ | ----------------------------------------------------------- |
| Iago García e Samanta Togni           | Paso doble – Merengue | Tango                       | Quickstep               | Rumba            | Valzer                                    | Samba – Stiletto           | Jive – Blind dance                        | Bomba portoricana    | Freestyle          | Bhangra – Charleston – Freestyle – Paso doble – Tango       |
| Michele Morrone ed Ekaterina Vaganova | Tango                 | Paso doble                  | Freestyle               | Samba            | Boogie Woogie – Danza polinesiana         | Charleston – Stiletto      | Valzer – Blind dance – Salsa              | Jive – Cha cha cha   | Paso doble – Rumba | Bhangra – Freestyle Veloce – Freestyle – Paso doble – Tango |
| Rita Pavone e Simone Di Pasquale      | Boogie Woogie         | Cha cha cha                 | Salsa                   | Charleston       | Paso doble                                | Freestyle – Stiletto       | Tango – Blind dance                       | Bomba portoricana    | Jive               | Bhangra – Quickstep – Tango                                 |
| Luca Sguazzini e Veera Kinnunen       | Samba                 | Freestyle                   | Tango                   | Boogie Woogie    | Charleston                                | Rumba – Stiletto – Jive    | Paso doble – Blind dance                  | Bomba portoricana    | Quickstep          | Bhangra – Freestyle Veloce – Charleston                     |
| Daniel Nilsson e Valeriia Belozerova  | Freestyle             | Paso doble                  | Boogie Woogie           | Salsa – Tango    | Jive – Danza polinesiana                  | Valzer – Stiletto          | Rumba – Blind dance – Cha cha cha – Rumba | Bomba portoricana    | Samba              | Salsa – Bhangra – Quickstep                                 |
| Nicole Orlando e Stefano Oradei       | Cha cha cha – Jive    | Charleston                  | Salsa                   | Paso doble       | Freestyle                                 | Valzer – Stiletto          | Tango – Blind dance                       | Bomba portoricana    | Samba              | Bhangra – Rumba                                             |
| Platinette e Raimondo Todaro          | Jive                  | Charleston                  | Salsa                   | Paso doble       | Cha cha cha – Danza polinesiana           | Quickstep – Stiletto       | Valzer – Blind dance                      | Bomba portoricana    | Tango              | Quickstep                                                   |
| Asia Argento e Maykel Fonts           | Freestyle             | Salsa                       | Charleston              | Tango            | Rumba                                     | Samba – Stiletto           | Paso doble – Blind dance – Merengue       | Valzer – Cha cha cha | –                  | –                                                           |
| Margareth Madè e Samuel Peron         | Tango                 | Cha cha cha                 | Charleston – Paso doble | Rumba            | Quickstep – Danza polinesiana – Salsa     | Jive – Stiletto – Merengue | Quickstep – Samba                         | Valzer – Freestyle   | –                  | –                                                           |
| Salvo Sottile e Alessandra Tripoli    | Jive                  | Quickstep                   | Freestyle Veloce        | Paso doble       | Charleston – Danza polinesiana – Merengue | –                          | Jive                                      | Tango                | –                  | –                                                           |
| Enrico Papi e Ornella Boccafoschi     | Charleston            | Boogie Woogie – Cha cha cha | Danse apache            | Tango – Merengue | –                                         | –                          | Boogie Woogie                             | Jive – Samba         | Jive               | –                                                           |
| Pierre Cosso e Maria Ermachkova       | Salsa                 | Samba – Rumba               | Cha cha cha – Tango     | –                | –                                         | –                          | Salsa                                     | Boogie Woogie        | –                  | –                                                           |
| Lando Buzzanca e Sara Mardegan        | Tango                 | Cha cha cha – Charleston    | –                       | –                | –                                         | –                          | Cha cha cha                               | Valzer               | –                  | –                                                           |

## Ballerini per una notte
| Puntata | Ospite                                        | Attività               | Ballerino/a/e/i                | Ballo         | Canzone                                                     | Punteggio | Punteggio | Assegnatari tesoretto                 |
| ------- | --------------------------------------------- | ---------------------- | ------------------------------ | ------------- | ----------------------------------------------------------- | --------- | --------- | ------------------------------------- |
| 1ª      | Valerio Scanu (nei panni di Conchita Wurst)   | Cantante               | Marcello Nuzio – Oreste Alitto | –             | Rise like a Phoenix – Finalmente piove                      | 10        | 10        | Enrico Papi e Ornella Boccafoschi     |
| 2ª      | Alessandro Del Piero                          | Ex calciatore          | Roberta Beccarini              | Tango         | –                                                           | 10        | 10        | Asia Argento e Maykel Fonts           |
| 3ª      | Morgan                                        | Cantautore             | Chiquito                       | Hip Hop       | Wham Rap! (Enjoy What You Do) – Toccata e fuga in Re minore | 10        | 10        | Michele Morrone ed Ekaterina Vaganova |
| 4ª      | Angelo Russo                                  | Attore                 | Maria Ermachkova               | Boogie-woogie | –                                                           | 10        | 20        | Iago García e Samanta Togni           |
| 4ª      | Cesare Bocci                                  | Attore                 | Sara Mardegan                  | Tango         | –                                                           | 10        | 20        | Iago García e Samanta Togni           |
| 5ª      | Gianluca Zambrotta                            | Ex calciatore          | Monica Nigro                   | Quickstep     | –                                                           | 10        | 20        | Michele Morrone ed Ekaterina Vaganova |
| 5ª      | Antonio Cabrini                               | Ex calciatore          | Sara Mardegan                  | Boogie-woogie | –                                                           | 10        | 20        | Michele Morrone ed Ekaterina Vaganova |
| 6ª      | Nino Frassica                                 | Attore                 | Ornella Boccafoschi            | Cha cha cha   | –                                                           | 10        | 20        | Iago García e Samanta Togni           |
| 6ª      | Simone Montedoro                              | Attore                 | Alessandra Tripoli             | Tango         | –                                                           | 10        | 20        | Iago García e Samanta Togni           |
| 7ª      | Valerio Scanu (nei panni di Anna Oxa)         | Cantante               | Samuel Peron                   | Tango         | Quando nasce un amore                                       | 45        | 45        | Luca Sguazzini e Veera Kinnunen       |
| 8ª      | Christopher Lambert                           | Attore                 | Sara Di Vaira                  | Tango         | –                                                           | 10        | 20        | Michele Morrone ed Ekaterina Vaganova |
| 8ª      | Alba Parietti                                 | Conduttrice televisiva | Marcello Nuzio                 | Tango         | –                                                           | 10        | 20        | Michele Morrone ed Ekaterina Vaganova |
| 9ª      | Giancarlo Giannini                            | Attore e regista       | Alessandra Tripoli             | Tango         | –                                                           | 50        | 50        | Rita Pavone e Simone Di Pasquale      |
| 10ª     | Milly Carlucci                                | Conduttrice televisiva | Maykel Fonts                   | Freestyle     | Dieci ragazze                                               | 10        | 10        | Iago García e Samanta Togni           |
| 10ª     | Valerio Scanu (nei panni di Milly Carlucci)   | Cantante               | Raimondo Todaro                | Freestyle     | Dieci ragazze                                               | 10        | 10        | Iago García e Samanta Togni           |
| 10ª     | Emanuela Aureli (nei panni di Milly Carlucci) | Attrice e imitatrice   | Samuel Peron                   | Freestyle     | Dieci ragazze                                               | 10        | 10        | Iago García e Samanta Togni           |

## Programmi correlati

### Aspettando Ballando con le stelle
Aspettando Ballando con le stelle è stata una breve puntata introduttiva andata in onda su Rai 1 nel primo pomeriggio del 13 febbraio 2016, una settimana prima dell'avvio di questa edizione. La puntata era incentrata sulla presentazione delle coppie che hanno partecipato a questa edizione del programma, oltre a mostrare i vari preparativi della trasmissione. Ha registrato un ascolto di 2 362 000 spettatori con share del 15,52%.

### Ballando... Prova a sorpresa!
A partire dalla quarta puntata del 12 marzo 2016, la gara viene preceduta da un segmento dedicato alle prove a sorpresa, in onda dalle 21:10 alle 21:45, in cui i concorrenti devono cimentarsi in prove di improvvisazione. Il segmento delle prove a sorprese viene scorporato a fini auditel dalla puntata vera e propria.

### Ballando con te
Dalla quinta puntata del 19 marzo 2016 alla nona puntata del 16 aprile 2016, è stato reinserito nel programma Ballando con te, spin-off di Ballando con le stelle che vede come protagonisti persone comuni appassionate di ballo. Differentemente dalla prima edizione del 2012, andata in onda per tre puntate al termine della ottava edizione di Ballando con le stelle, la nuova edizione del torneo viene trasmesso come segmento all'interno delle puntate di Ballando con le stelle.
In ogni puntata si sfidano due gruppi di ballerini selezionati nei mesi precedenti alla messa in onda dell'undicesima edizione durante le tappe del tour Ballando On the Road, capitanati rispettivamente dai ballerini professionisti Anastasia Kuzmina e Chiquito. L'esito delle sfide viene determinato dal pubblico tramite voto sul social network Twitter. La gara, terminata alla nona puntata, è stata vinta da Giuseppe Guercia, della squadra di Anastasia Kuzmina.

## Ascolti
| Puntata | Messa in onda    | Ballando... Prova a sorpresa! | Ballando... Prova a sorpresa! | Ballando con le stelle | Ballando con le stelle | Fonte  |
| Puntata | Messa in onda    | Telespettatori                | Share                         | Telespettatori         | Share                  | Fonte  |
| ------- | ---------------- | ----------------------------- | ----------------------------- | ---------------------- | ---------------------- | ------ |
| 1       | 20 febbraio 2016 | ‒                             | ‒                             | 4 465 000              | 20,80%                 | [ 15 ] |
| 2       | 27 febbraio 2016 | ‒                             | ‒                             | 4 463 000              | 21,14%                 | [ 16 ] |
| 3       | 5 marzo 2016     | ‒                             | ‒                             | 4 014 000              | 19,05%                 | [ 17 ] |
| 4       | 12 marzo 2016    | 4 064 000                     | 15,53%                        | 3 998 000              | 20,73%                 | [ 18 ] |
| 5       | 19 marzo 2016    | 3 632 000                     | 14,75%                        | 3 623 000              | 19,46%                 | [ 19 ] |
| 6       | 26 marzo 2016    | 4 452 000                     | 19,01%                        | 3 499 000              | 21,21%                 | [ 20 ] |
| 7       | 2 aprile 2016    | 3 879 000                     | 15,71%                        | 3 721 000              | 20,11%                 | [ 21 ] |
| 8       | 9 aprile 2016    | 4 166 000                     | 16,45%                        | 3 705 000              | 19,30%                 | [ 22 ] |
| 9       | 16 aprile 2016   | 3 802 000                     | 15,74%                        | 3 726 000              | 20,26%                 | [ 23 ] |
| 10      | 23 aprile 2016   | 4 349 000                     | 18,08%                        | 4 131 000              | 23,06%                 | [ 24 ] |
| Media   | Media            | 4 049 000                     | 16,47%                        | 3 935 000              | 20,51%                 |        |